# Frukost i det gröna (målning av Monet)
Frukost i det gröna (franska: Le Déjeuner sur l’herbe) är en oljemålning av den franske konstnären Claude Monet från 1865–1866. Målningen är egentligen en skiss till ett ofullbordat verk och den ingår i Pusjkinmuseets samlingar i Moskva. Delar av det ofullbordade verket är utställt på Musée d'Orsay i Paris.
Med titel och innehåll anspelade Monet på Edouard Manets målning Frukosten i det gröna (1863) som ett par år tidigare hade gjort skandal på de refuserades salong i Paris. För Monet blev tavlan en uppenbarelse och hans avsikt med sin version var att ställa ut den på Parissalongen och väcka liknande uppmärksamhet hos konstkritikerna. 
Målningen visar en picknick i en soldränkt skogsglänta. Monet reste från 1863 ofta till Chailly-en-Bière, en ort i utkanten av Fontainebleauskogen, där han ägnade sig åt friluftsmåleri. Bland annat tillkom Landsväg i Chailly (1865) här. Han var inspirerad av Barbizonmålarna som höll till i en närliggande by. 
Som modeller till Frukost i det gröna stod bland annat vännen Frédéric Bazille, som han delade ateljé med, och Camille Doncieux, som han gifte sig med 1870. Efter ett antal mindre delskisser utförda i utomhusmiljö målade Monet den avslutande skiss som sedermera hamnade i Pusjkinmuseets samlingar. 

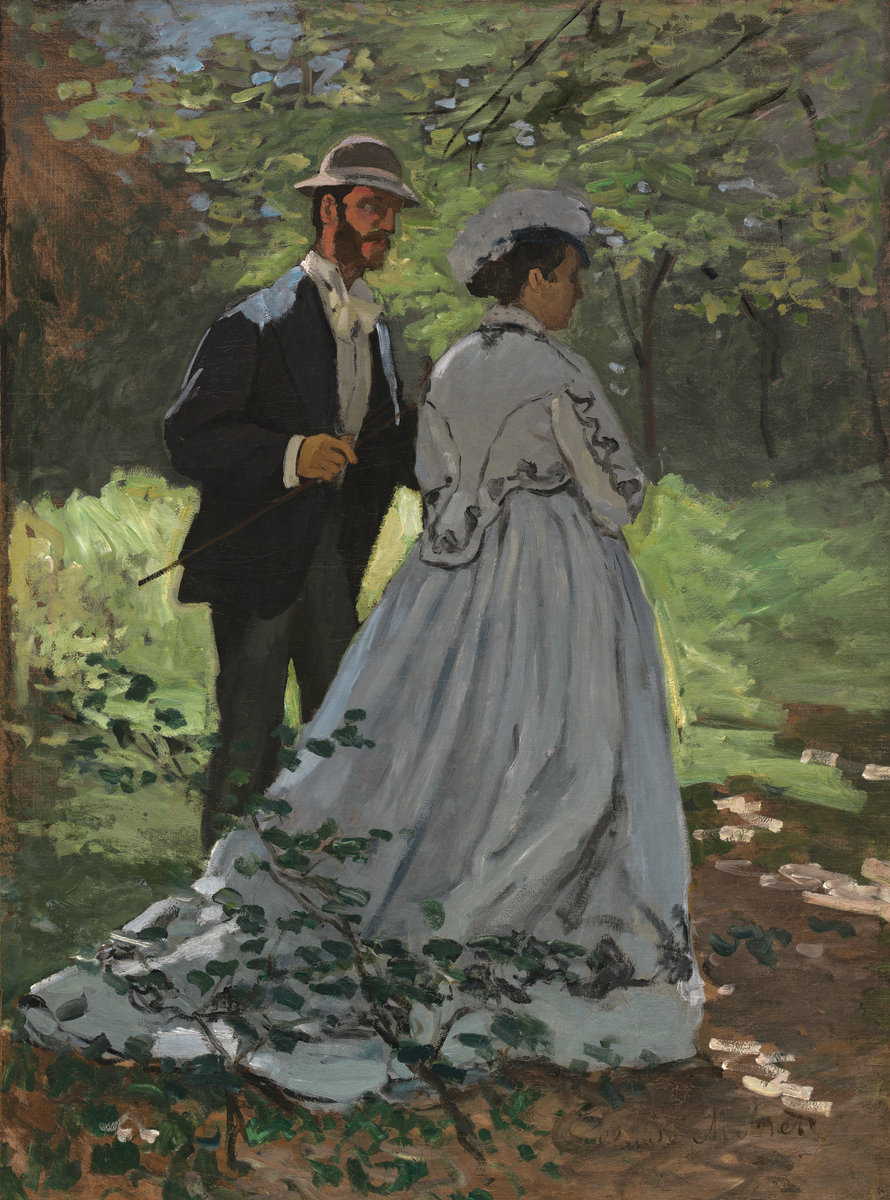
Skiss som avbildar Frédéric Bazille och Camille Doncieux. Ingår i National Gallery of Arts samlingar i Washington.

När Monet slutligen började måla den tänkta slutversionen hade sommaren redan börjat. Det jättelika formatet, omkring fyra meter hög och sex meter bred, var också en bidragande orsak till att han inte hann avsluta målningen i tid för inlämning till salongen. Kort innan salongens öppnande 1866 måste han därför skaffa fram en annan målning och valde då ett helfigursporträtt av Camille Doncieux, Damen i grön klänning.
Arbetet med den stora målningen var slitsamt och tog hårt på Monet, såväl ekonomiskt som känslomässigt. Han bestämde sig därför för att pausa arbetet med tavlan. När han dessutom fick svårt att betala hyran beslöt Monet sig för att lämna målningen som säkerhet. Hyresvärden placerade då målningen i en fuktig källare. När Monet 1884 återlöste målningen hade den börjat mögla i kanterna och han beslutade sig därför att klippa målningen i tre delar. Delarna till vänster respektive i mitten hamnade sedermera på Musée d'Orsay. Den högra delen är försvunnen.  
En noterbar skillnad mellan skissen på Pusjkinmuseet och målningen i Paris är den sittande mannen till vänster. I skissen är han en yngre skägglös man; i Parismålningen är det en äldre mörkhårig man med tydliga likheter med Gustave Courbet. Den senare hade besökt Monet i hans ateljé och gett både positiv och negativ kritik, något som kan ha påverkat Monet att avsluta arbetet i förtid.
| Левый фрагмент | Чёрный квадрат   | Чёрный квадрат |
| Левый фрагмент | Средний фрагмент | Чёрный квадрат |
| Левый фрагмент | Чёрный квадрат   | Чёрный квадрат |
| Den ofullbordade slutversionen delades i tre delar. Den vänstra är 418 x 150 cm stor. Mittdelen är 249 x 218 cm. Högerdelen är försvunnen. |                  |                |